# Knooppunt Klaaswaal
Het knooppunt Klaaswaal was een gepland knooppunt  ter hoogte van Klaaswaal in de Nederlandse provincie Zuid-Holland waar de autosnelweg A29 zou aantakken op de A4. Het knooppunt was gepland als splitsing.

## Richtingen knooppunt
| Aansluitende wegen | Aansluitende wegen | Aansluitende wegen                                       | Aansluitende wegen | Aansluitende wegen |
| ------------------ | ------------------ | -------------------------------------------------------- | ------------------ | ------------------ |
|                    |                    | (geplande A4-zuid) richting Delft / Den Haag / Amsterdam |                    | richting Rotterdam |
|                    |                    |                                                          |                    |                    |
|                    |                    |                                                          |                    |                    |
|                    |                    |                                                          |                    |                    |
|                    |                    | (bewegwijzerd als ) richting Willemstad / Bergen op Zoom |                    |                    |

## Naamgeving
De naam van het knooppunt is afkomstig van het dorp Klaaswaal, dat enkele kilometers ten zuidoosten van het geplande knooppunt ligt.

## Configuratie
Het knooppunt was gepland als een simpele splitsing waar de A29, komende uit Rotterdam, zou aansluiten op de A4 komende van Knooppunt Benelux. Het wegvak ten zuiden van het knooppunt behoort tot rijksweg 4 maar is bewegwijzerd als A29. Alleen de verkaveling en de ruimtereservering tussen de rijbanen van de A29 verraden het geplande knooppunt.
Klaaswaal is het officiële zuidelijke eindpunt van de A29. De rijbanen van de A4 hadden onder de westelijke rijbaan van de A29 moeten doorlopen. De A29 ligt hier verhoogd, op een dijklichaam. Beide rijbanen van de A4 waren dan tussen de rijbanen van de A29 uitgekomen. Dit wordt gemarkeerd door twee slootjes die te zien zijn in de grondwerken.
Aannemelijk is dat in zuidelijke richting het verkeer vanaf de A29 had moeten invoegen op de A4 en dat in noordelijke richting het verkeer voor de A29 had moeten uitvoegen om links in- en uitvoegen te voorkomen.

## Geschiedenis
De ontwikkeling van autosnelwegen ten westen van Rotterdam begon relatief laat. De haven van Rotterdam was in de jaren 60 de grootste ter wereld en in 1967 opende de Beneluxtunnel. Op 27 december 1972 opende de A4 tussen Pernis en het knooppunt Benelux.
Oorspronkelijk was de rijksweg 4, in eerdere rijkswegenplannen rijksweg 19, voorzien doorgetrokken te worden richting het Hellegatsplein. Deze optie is nog steeds open in de Nota Mobiliteit, maar geld ontbreekt. In het oorspronkelijk ontwerp van het knooppunt is met deze doortrekking rekening gehouden. De later aangelegde metrolijn dwars door het knooppunt is zodanig getraceerd dat een toekomstige voltooiing van het sterknooppunt niet in de weg wordt gestaan.
Voor het knooppunt Klaaswaal zijn alleen beginnende grondwerkzaamheden uitgevoerd, te zien aan het rijbaanverloop van de huidige A29. De rijbaan richting het zuiden ligt verhoogd en de rijbanen buigen flink uit elkaar zodat de rijbanen van de A4 er tussen passen. Het deel van de huidige A29 tussen Klaaswaal en Knooppunt Sabina hoort bij rijksweg 4. Dit is te zien aan de hectometering die ter hoogte van het geplande knooppunt een sprong maakt. De hoge waarden ten zuiden van Klaaswaal komen overeen met een doorlopende hectometering van de A4 vanaf Benelux. Bij het plaatsen van de hectometerpaaltjes was in eerste instantie het wegnummer A4 op de bordjes aangebracht, hier zijn later stickers met het nummer A29 overheen geplakt.

## Toekomst
Voor het betreffende deel tussen Benelux en Klaaswaal zijn tot op heden geen concrete plannen. Het verkeer zal zo lang over de A15 tussen Knooppunt Benelux, Knooppunt Vaanplein en de A29 v.v. worden geleid. Aanleg van het ontbrekende stuk is nog mogelijk. Het tracé is vrij van bebouwing maar vooralsnog zullen dit deel van de A4 en een voltooid knooppunt Klaaswaal toekomstmuziek zijn.
De wens bestaat om in de nabije toekomst het gedeelte tussen Klaaswaal en Knooppunt Sabina te hernummeren naar A4 zodat de overgang van de A29 naar A4 bij het geplande knooppunt komt te liggen. Het ligt in de lijn der verwachting dat het hernummeren zal gebeuren bij een vervanging van de Bewegwijzering op dit wegvak.
Knooppunten: De Nieuwe Meer (A10) · Badhoevedorp (A9) · De Hoek (A5) · Burgerveen (A44) · Hofvliet (N434) · Prins Clausplein (A12) · Ypenburg (A13) · Kethelplein (A20) · Benelux (A15) · Hellegatsplein (N59) · Sabina (A59) · Zoomland (A58) · Markiezaat (A58)
Aansluitingen: Amsterdam-Sloten (1) · Schiphol (2) · Hoofddorp (3) · Hoofddorp-Zuid (3a) · Nieuw-Vennep (4) · Roelofarendsveen (5) · Hoogmade (6) · Zoeterwoude-Rijndijk (6a) · Zoeterwoude-Dorp (7) · Leidschendam (8) · Rijswijk-Centrum (9) · Plaspoelpolder (10) · Rijswijk (11) · Den Haag-Zuid (12) · Den Hoorn (13) · Delft (14) · Vlaardingen-Oost (16) · Pernis (17a) · Numansdorp (22) · Willemstad (23) · Dinteloord (24) · Steenbergen (25) · Tholen (26) · Bergen op Zoom-Noord (27) · Bergen op Zoom (28) · Bergen op Zoom-Zuid (29) · Hoogerheide (30)
Almere · Amstel · Arnestein · Assen · Azelo · Badhoevedorp · Bankhoef · Batadorp · Beekbergen · Benelux · Beverwijk · Bodegraven ·  Boterdiep ·  Buren · Burgerveen · Coenplein · De Baars · De Hoek · De Hogt · De Nieuwe Meer · De Poel · De Punt · De Stok · Deil · Diemen · Drachten · Drie Klauwen · Eemnes · Ekkersweijer · Emmeloord · Empel · Euvelgunne · Everdingen · Ewijk · Galder · Gooimeer · Gorinchem · Gouwe · Grijsoord · Hattemerbroek · Heerenveen · Hellegatsplein · Het Vonderen · Hintham · Hoevelaken · Hofvliet · Holendrecht · Holsloot · Hoogeveen · Hooipolder · IJmuiden (niet officieel) · Joure · Julianaplein · Kerensheide · Kethelplein · Klaverpolder · Kleinpolderplein · Kooimeer · Kruisdonk · Kunderberg · Lankhorst · Leenderheide · Lunetten · Maanderbroek · Markiezaat · Muiderberg · Neerbosch · Noordhoek · Ommedijk · Oud-Dijk · Oudenrijn · Paalgraven · Princeville · Prins Clausplein · Raasdorp ·  Reitdiep ·  Ressen · Ridderkerk · Rijkevoort · Rijnsweerd · Rottepolderplein · Rozenburg · Sabina · Sint-Annabosch · Stelleplas · Slufter · Ten Esschen · Terbregseplein · Tiglia · Vaanplein · Valburg · Velperbroek · Velsen · Vlaardingen · Vught · Waterberg · Watergraafsmeer · Werpsterhoek · Westerlee · Ypenburg · Zaandam · Zaarderheiken · Zonzeel · Zoomland · Zuidbroek · Zurich

Geplande knooppunten:
De Liemers · Zestienhoven

Voormalige knooppunten:
Bocholtz · Ekkersrijt · Europaplein (Groningen) · Europaplein (Maastricht) · Lindenholt